# Michałkowice (Opolské vojvodství)
Michałkowice (německy Michelsdorf, česky Michálkovice) je ves v jižním Polsku, v Opolském vojvodství, v powiatu głubczyckém, ve gmině Branice, v Opavské pahorkatině na hranicích se Zlatohorskou vrchovinou.

## Rozloha
Sołectwo Michałkowice není rozděleno a má rozlohu 368,0061 ha.

## Počet obyvatel
V sołectwu Michałkowice žije 186 obyvatel.

## Příroda
Vesnice se nachází ve Zlatohorské vrchovině na hranicích s Opavskou pahorkatinou. Z vesnice teče do retenční nádrž Włodzienin potok Glinik (pravý přítok Troji) a do Branic teče potok Wilżyna (levý přítok Opavy). Ve vesnici jsou půdy vysoké bonity (I.-II. třída).

## Památky
- kostel svatého Josefa